# Só em Jesus
Só em Jesus é o quinto e último álbum de estúdio da banda de rock cristão brasileira Livres para Adorar, lançado em setembro de 2015.
O disco trata da história de vida e morte de Jesus Cristo como narrativa da história da humanidade.
A faixa de trabalho da obra é a canção "Vou Voar", com influências de The Beatles e Coldplay. A banda também regravou "Vou Ficar Aqui", do cantor Lucas Souza.

## Antecedentes
O último disco inédito da banda tinha sido Mais um Dia, que tinha sido influenciado após a morte de um amigo de infância do vocalista Juliano Son, que segundo ele estava passando por várias dificuldades e solidão, e decidiu cometer um suicídio. O álbum também marcou o início da parceria da banda com o produtor Ruben di Souza, e ainda rendeu um projeto ao vivo chamado Mais um Dia - Ao Vivo, que saiu em 2013.

## Gravação
O álbum foi gravado sob produção musical de Ruben di Souza e tem repertório predominantemente inédito, com exceção da regravação de "Vou Ficar Aqui", de Lucas Souza. Só em Jesus é caracterizado, no geral, como um álbum de rock alternativo. "Vou Voar" foi escolhida como a música de trabalho e sua musicalidade foi comparada a várias bandas, desde The Beatles, Coldplay e também com a canção "Vou Deixar", da banda brasileira Skank.

## Projeto gráfico
A capa do disco foi produzida pelo Studio Cais, e dividiu opiniões. Os membros do Livres utilizaram-se de pintura corporal para a fotografia. Mais tarde, a banda foi acusada de plágio ao movimento Typomania por alguns internautas, mas o grupo, em suas redes sociais, afirmou que trata-se de uma referência.

## Lançamento e recepção
| Críticas profissionais | Críticas profissionais |
| Avaliações da crítica  | Avaliações da crítica  |
| Fonte                  | Avaliação              |
| ---------------------- | ---------------------- |
| Super Gospel           | [ 2 ]                  |

Só em Jesus saiu em setembro de 2015 pela gravadora Onimusic. Com cotação de 3,5 de 5 estrelas para o Super Gospel, o texto de Tiago Abreu defendeu que "não soa tão maduro quanto Mais um Dia, mas há faixas agradáveis e eficientes", e que "o álbum é centrado, basicamente, na mesma musicalidade que os tornaram conhecidos, mas fundindo, levemente, ganchos tipicamente mineiros, britânicos e eletrônicos".
Todas as canções do álbum receberam versões em videoclipes básicos, com performance de banda. A direção dos clipes ficou a cargo de Hugo Pessoa.
No dia 18 de setembro, o álbum foi lançado para pré-venda no iTunes e no mesmo dia ficou na primeira posição da parada geral do site. Juliano Son publicou a imagem do iTunes em suas redes sociais e comemorou o feito.

## Faixas
1. "Vou Voar"
2. "Salmo 23"
3. "Porque Ele Vive (Amém)"
4. "Só em Jesus"
5. "Espero por Ti" (part. Ana Rock)
6. "Dance! (God´s Great Dance Floor)"
7. "Som da Trombeta"
8. "Meu Mundo"
9. "Te Exaltamos" (part. Daniela Araújo)
10. "Vou Ficar Aqui"
11. "Marcas"
12. "Louco"